# Cimitero principale di Magonza
Il cimitero principale di Magonza (Germania) è il primo dei cimiteri civili di Magonza. È situato nel Oberstadt.

## Storia del cimitero
All'inizio del XIX secolo, l'amministrazione napoleonica decise di vietare in tutto l'Impero, a salvaguardia della sanità pubblica, il seppellimento dei morti negli spazi urbani (cioè nelle chiese e nei piccoli cimiteri annessi). Così diversi cimiteri sostituirono i vecchi.
La progettazione del cimitero principale fu affidata all'architetto neoclassico nel 1803, nella sua qualità di ispettore generale in capo della seconda sezione dei lavori pubblici dell'Impero francese, André Jeanbon Saint André.

## Personaggi famosi sepolti
Vi sono sepolti, spesso trasferiti dalle tombe iniziali, molti personaggi famosi. Se ne elencano alcuni: 
- André Jeanbon Saint André, prefetto francese del Département du Mont Tonnerre
- Franz Ambros Alexander, costruttore di strumenti musicali Gebr. Alexander (Corno)
- Fritz Arens, Storico dell'arte
- Ludwig Becker, Storico dell'arte
- Philipp Anton Bembé, costruttore di mobili
- Heinrich Bone, filologo
- Peter Cornelius, compositore tedesco (1824-1874)
- Eduard David, politico tedesco SPD (Repubblica di Weimar)
- Jockel Fuchs, sindaco
- Heinrich Gassner, sindaco
- Paul Haenlein, ingegnere
- Ida von Hahn-Hahn, scrittrice e poetessa
- Adam Henkell,
- Karl Holzamer (1907 - 2007), filosofo
- Franz Freiherr Gedult von Jungenfeld, sindaco
- Friedrich Kellner, autore di un diario segreto nel periodo della Germania Nazista
- Karl Kohl (*13. Januar 1881 - 09. April 1943), fabbricante di birra
- Hans Klenk, fondatore della Hakle-Werke
- Eduard Kreyßig, costruttore edile
- Christian Adalbert Kupferberg, commerciante
- Ludwig Lindenschmit der Ältere, storico
- Franz Konrad Macké, sindaco
- Ernst Neger,
- Roden Noel, poeta e saggista britannico
- Franz Schott, sindaco ed editore musicale
- Kathinka Zitz-Halein, scrittrice
- James Spensley, medico inglese ed importatore del calcio in Italia

## Galleria d'immagini

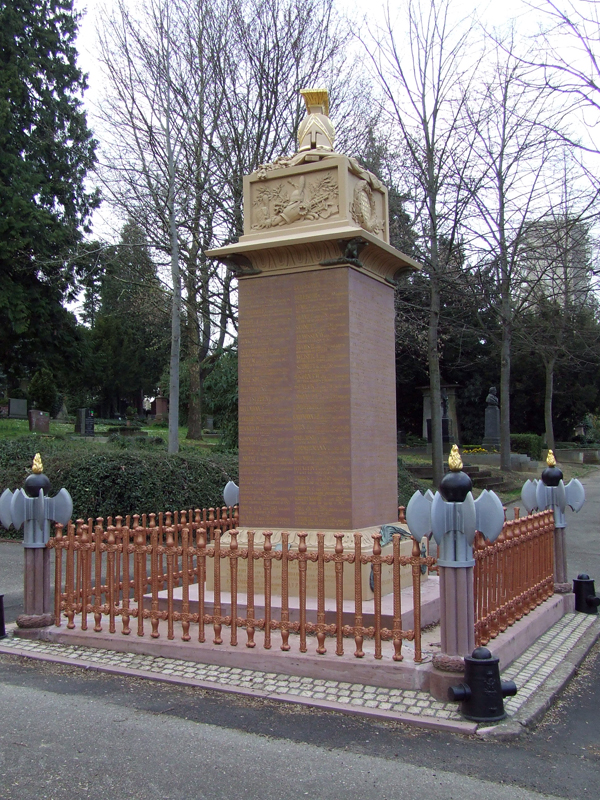
Memorial aux morts de l'armée du Rhin
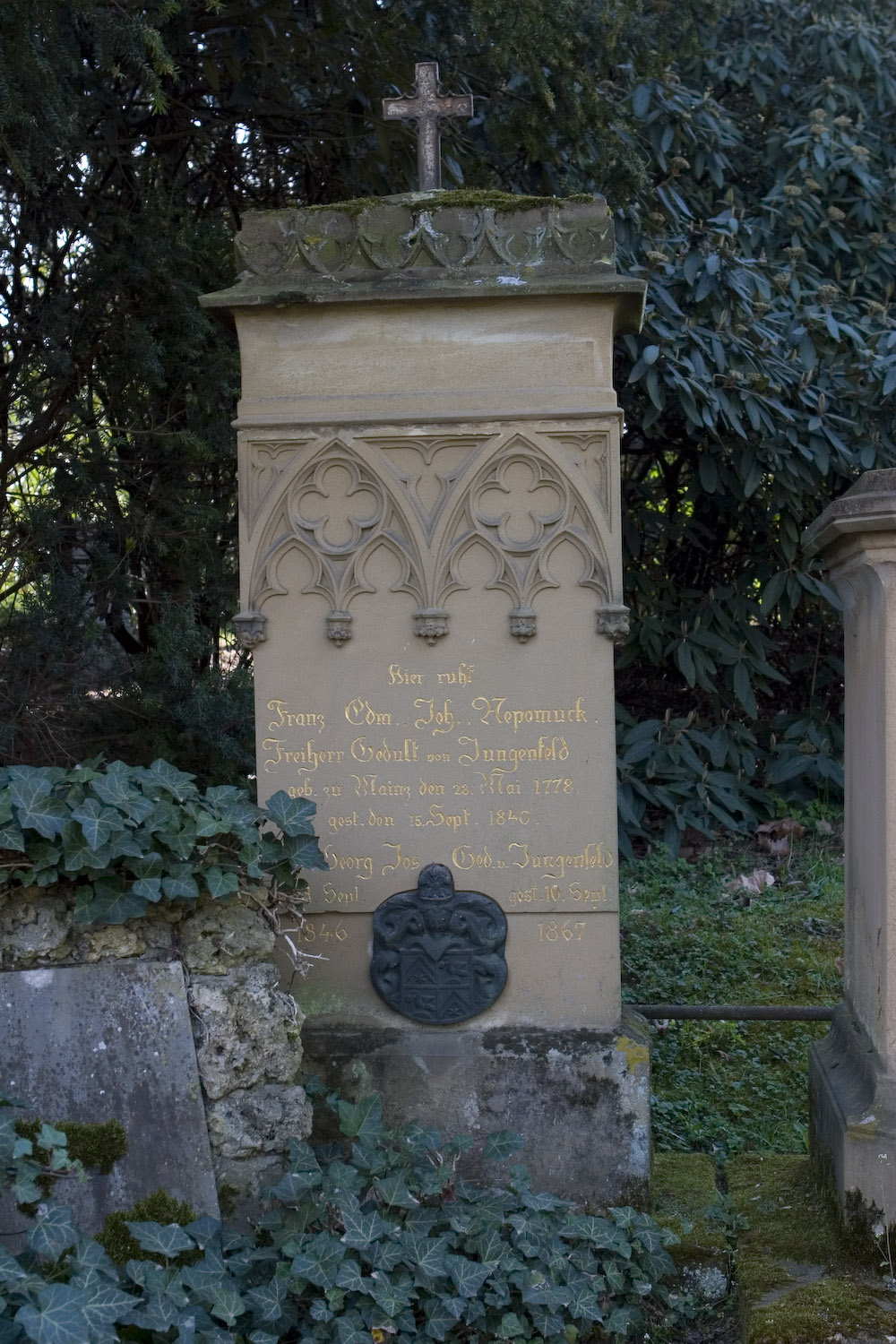
Franz Freiherr Gedult von Jungenfeld
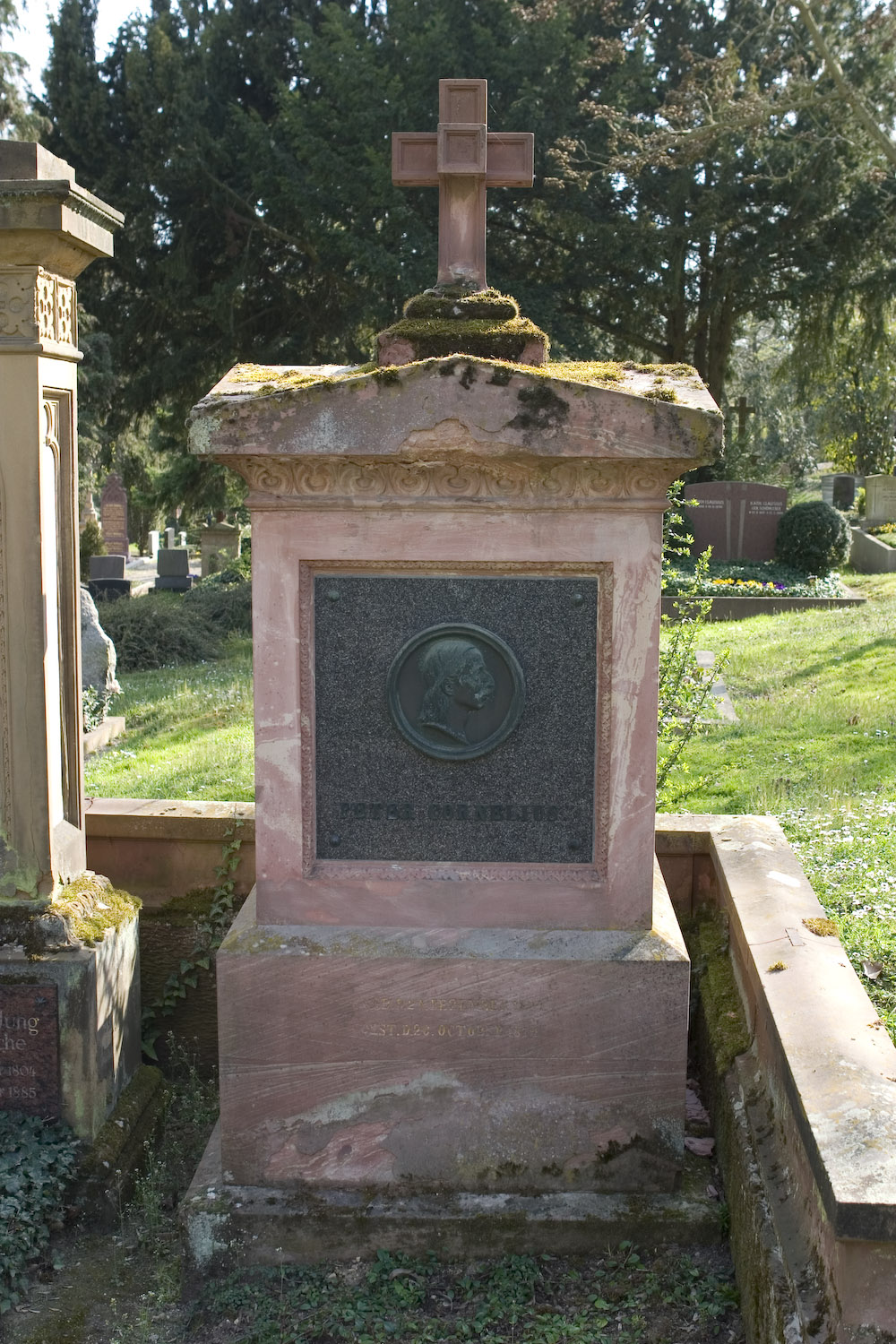
Peter Cornelius
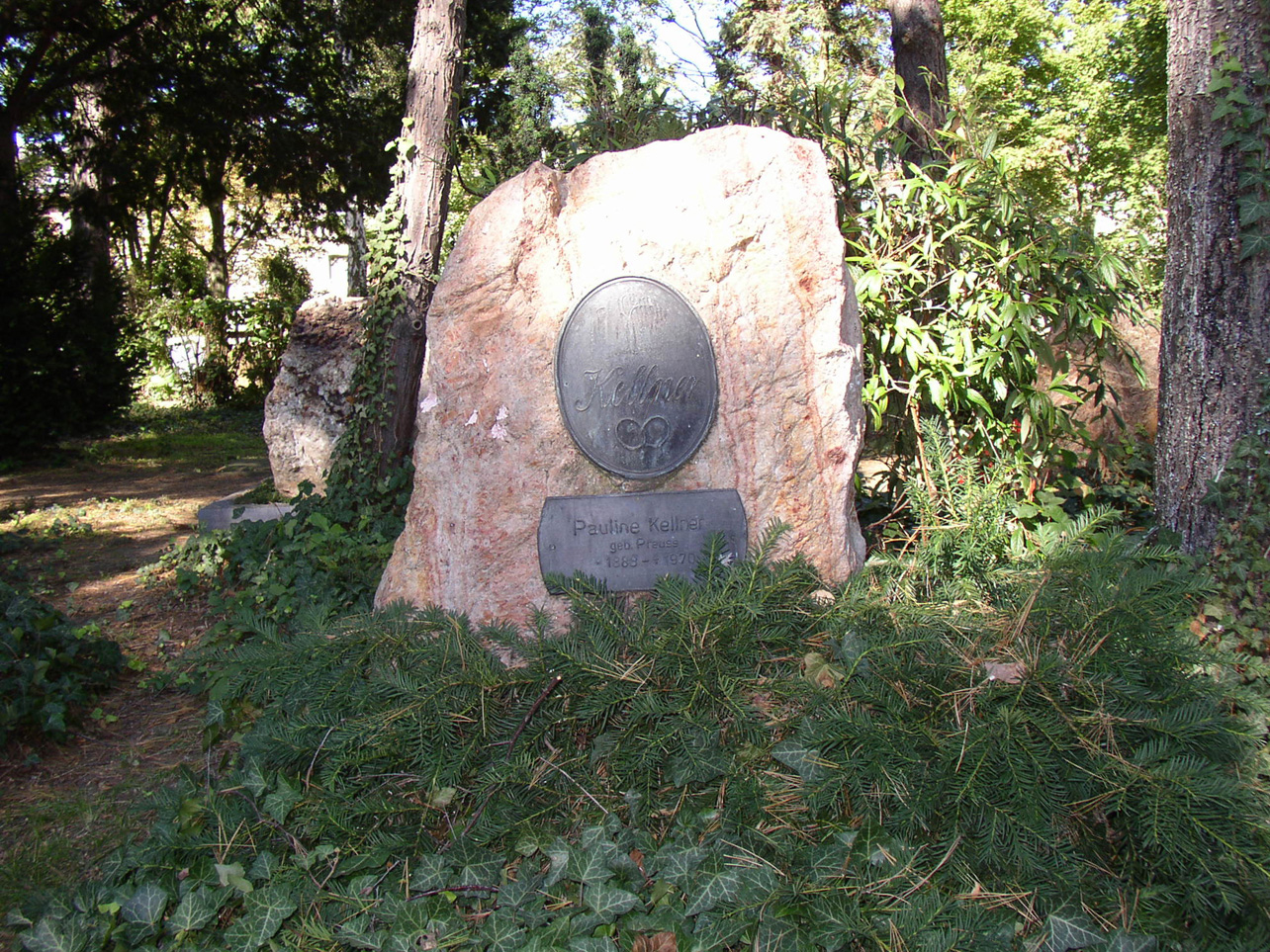
Friedrich Kellner
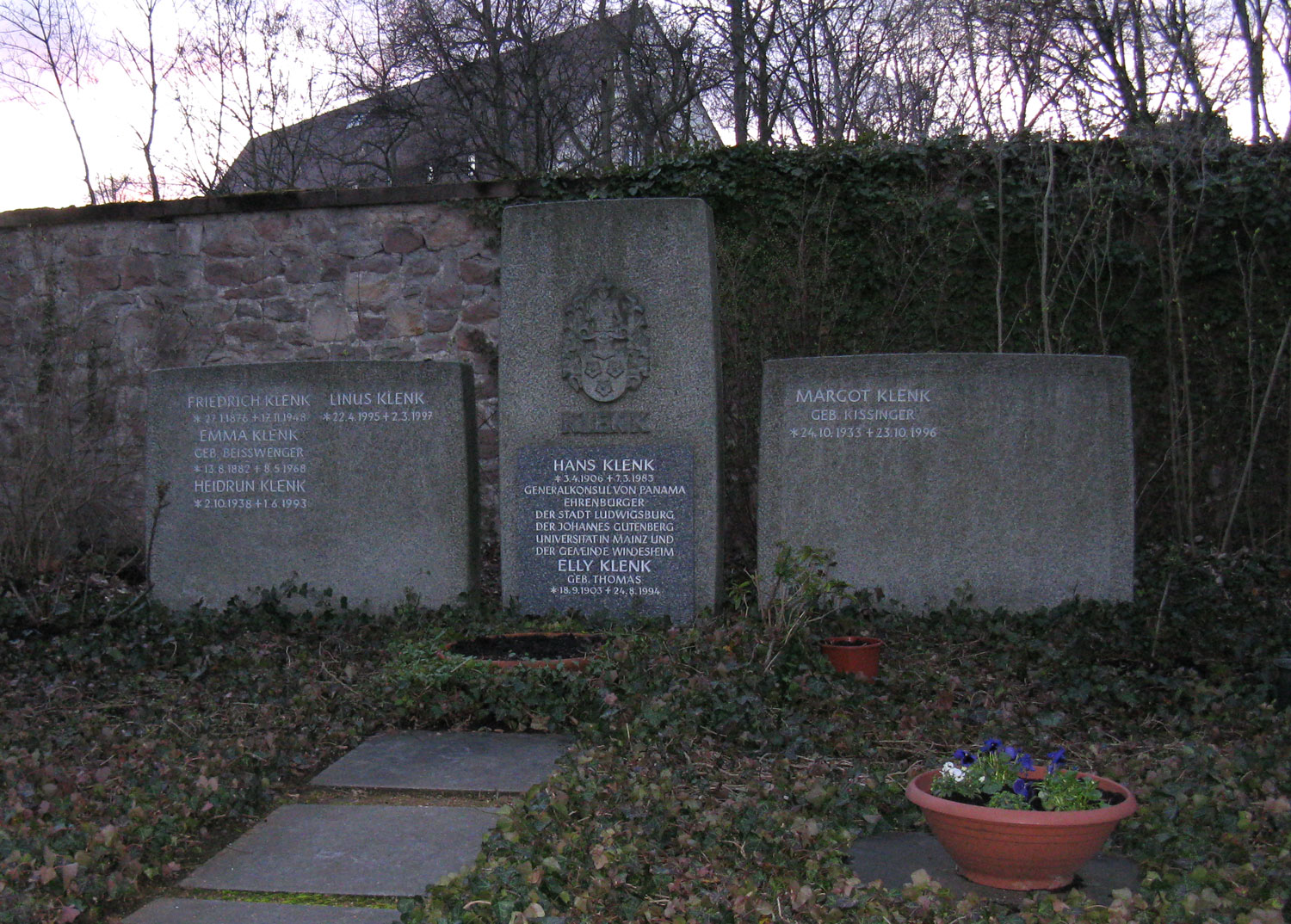
Hans Klenk